# Чарношиці
Чарношиці (пол. Czarnoszyce) — село в Польщі, у гміні Члухув Члуховського повіту Поморського воєводства.
Населення — 110 осіб (2011).
У 1975-1998 роках село належало до Слупського воєводства.

## Демографія
Демографічна структура станом на 31 березня 2011 року:
|          | Загалом | Допрацездатний вік | Працездатний вік | Постпрацездатний вік |
| -------- | ------- | ------------------ | ---------------- | -------------------- |
| Чоловіки | 56      | 12                 | 39               | 5                    |
| Жінки    | 54      | 13                 | 32               | 9                    |
| Разом    | 110     | 25                 | 71               | 14                   |